# Rumänische Eishockeyliga 1982/83
Die Saison 1982/83 war die 53. Spielzeit der rumänischen Eishockeyliga, der höchsten rumänischen Eishockeyspielklasse. Meister wurde zum insgesamt 20. Mal in der Vereinsgeschichte Steaua Bukarest.

## Modus
In der Hauptrunde absolvierte jede der vier Mannschaften insgesamt 24 Spiele. Der Erstplatzierte der Hauptrunde wurde Meister. Für einen Sieg erhielt jede Mannschaft zwei Punkte, bei einem Unentschieden gab es einen Punkt und bei einer Niederlage null Punkte.

## Hauptrunde

### Tabelle
|    | Klub               | Sp | S  | U | N  | T   | GT  | Punkte |
| -- | ------------------ | -- | -- | - | -- | --- | --- | ------ |
| 1. | Steaua Bukarest    | 24 | 19 | 4 | 1  | 167 | 71  | 42     |
| 2. | SC Miercurea Ciuc  | 24 | 14 | 4 | 6  | 118 | 82  | 32     |
| 3. | Dinamo Bukarest    | 24 | 10 | 2 | 12 | 113 | 123 | 22     |
| 4. | CSM Dunărea Galați | 24 | 0  | 0 | 24 | 71  | 193 | 0      |

Sp = Spiele, S = Siege, U = Unentschieden, N = Niederlagen